# Linn Gestblom
Linn Gestblom, geb. Persson (* 27. Juni 1994 in Torsby) ist eine schwedische Biathletin. Sie wurde 2022 Olympiasiegerin mit der Staffel. Bei den Weltmeisterschaften 2023 gewann sie Silber im Einzel und Bronze im Sprint. Als Staffelläuferin gewann sie zudem zwischen 2019 und 2024 vier weitere WM-Medaillen.

## Sportliche Laufbahn

### Anfänge, Aufstieg ins Weltcupteam und erste Olympiateilnahme (bis 2018)
Gestblom wuchs in der Gemeinde Torsby im westschwedischen Värmland auf, begann im Kindesalter mit dem Skilaufen und wechselte 2003 zum Biathlon. Ihr Heimatverein ist der SK Bore. In ihrer Jugend nahm sie am Europäischen Olympischen Winter-Jugendfestival 2011 sowie an den Olympischen Jugend-Winterspielen 2012 in Innsbruck teil. Bei den Jugendweltmeisterschaften 2012 in Kontiolahti gewann sie zusammen mit Hanna Öberg und Lotten Sjödén im Staffelrennen die Silbermedaille. Zwischen 2012 und 2015 erhielt sie einzelne Einsätze im IBU-Cup, der zweithöchsten Rennserie im Erwachsenenbereich. Als bestes Einzelergebnis erzielte sie dabei einen 18. Rang im Dezember 2014 im Einzel in Obertilliach. Nachdem sie bei der Junioren-WM 2015 mit mehreren Top-Ten-Ergebnissen von allen Schwedinnen am erfolgreichsten abgeschnitten hatte, wurde sie für das Saisonfinale in Chanty-Mansijsk erstmals ins Weltcupteam berufen.
Ab der Saison 2015/16 startete Gestblom regelmäßig im Weltcup. Gleich zu Beginn des Winters lief sie – vor heimischem Publikum in Östersund – gemeinsam mit Tobias Arwidson die Single-Mixed-Staffel, benötigte nur einen Nachlader für 20 Treffer und belegte den vierten Rang. Im weiteren Saisonverlauf erreichte sie in mehreren Einzelrennen die Punkteränge der vorderen 40 Athletinnen und nahm in den schwedischen Staffeln die Position der Start- oder Schlussläuferin ein. Bei ihrer ersten WM-Teilnahme wurde sie mit Anna Magnusson, Mona Brorsson und Ingela Andersson Staffelzehnte und belegte als bestes Einzelergebnis einen 34. Platz im Sprint. 2016/17 verpasste Gestblom bei allen Weltcup-Einzelstarts die ersten 50 Ränge und beendete die Saison mit anhaltenden Rückenschmerzen vorzeitig im Januar. In der Folgesaison erreichte sie in Oberhof als Sprintachte erstmals die Top Ten in einem Einzelweltcuprennen, wenige Tage später stand sie als Startläuferin mit der drittplatzierten Frauenstaffel zum ersten Mal auf dem Podium. Bei den Olympischen Winterspielen 2018 in Pyeongchang gewann die Staffel um Gestblom als Startläuferin, gefolgt von Brorsson, Magnusson und Hanna Öberg, die Silbermedaille. Als bestes Einzelresultat erreichte sie den elften Rang im – von ihrer Teamkollegin Öberg gewonnenen – 15-Kilometer-Rennen und qualifizierte sich erstmals in ihrer Laufbahn für einen Massenstart, den sie auf dem 22. Platz abschloss.

### Staffelmedaillen und Etablierung in der erweiterten internationalen Spitze (seit 2018)

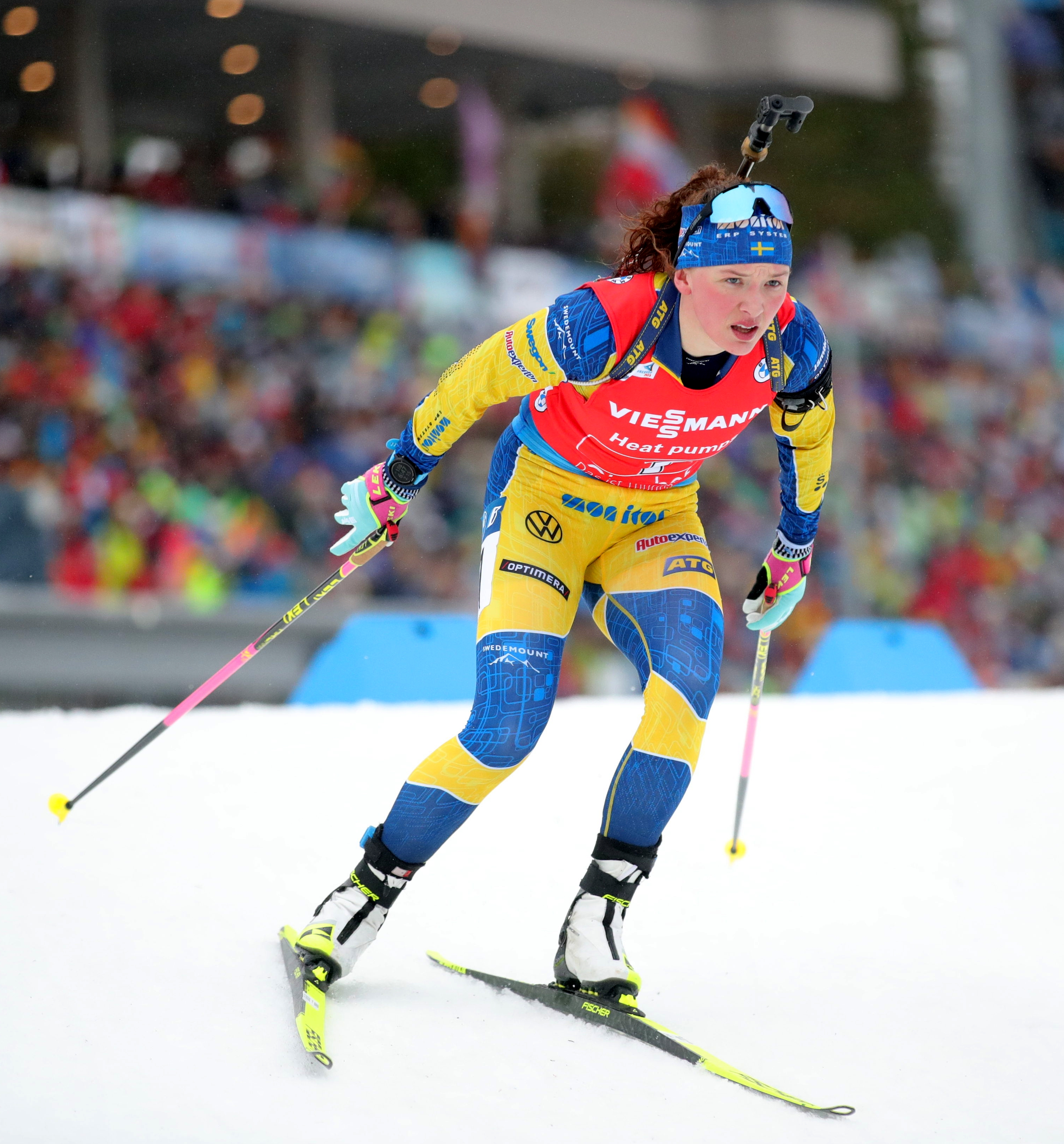
Gestblom während der WM 2023

In den auf die Olympischen Spiele von Pyeongchang folgenden Wintern steigerte Gestblom ihre Ergebnisse insbesondere durch eine Verbesserung der Laufleistung. 2018 entsprachen ihre Zeiten etwa dem Durchschnitt des Feldes, in der Saison 2021/22 waren sie mehr als zwei Prozent schneller. Dabei hielt sie ihre Trefferquote bei etwa 85 Prozent, womit sie im Schießen zu den 20 besten unter den regelmäßig im Weltcup eingesetzten Biathletinnen zählte. Mit der Staffel gewann Gestblom bei der Heim-WM in Östersund 2019 eine weitere Silbermedaille, als Startläuferin blieb sie dabei ohne Schießfehler. Im März 2021 feierte sie in Nové Město na Moravě ihre ersten Staffel-Weltcuperfolge: Zunächst gewann sie am 4. März mit dem Frauenquartett, zehn Tage später lief sie gemeinsam mit Sebastian Samuelsson zum Sieg in der Single-Mixed-Staffel. Bei den Olympischen Winterspielen 2022 in Peking holte Gestblom als Startläuferin gemeinsam mit Mona Brorsson, Hanna Öberg und Elvira Öberg die olympische Goldmedaille in der Staffel. 
Ihre besten Einzel-Resultate bis einschließlich zum Ende der Saison 2021/22 fuhr Gestblom in Wettkämpfen mit vier Schießeinlagen ein: Beim Massenstart in Annecy-Le Grand-Bornand wurde sie am 22. Dezember 2019 Dritte und im Zielsprint um den zweiten Rang nur um zwei Zehntelsekunden von Dorothea Wierer geschlagen. In der Verfolgung von Nové Město im März 2021 verbesserte sie sich mit der besten Tageszeit vom 21. auf den 4. Platz. Im Winter 2021/22 erreichte sie in Massenstartrennen zwei weitere vierte Plätze und wurde Fünfte in der olympischen Verfolgung. Im Gesamtweltcup erreichte Gestblom zwischen 2020 und 2022 jeweils Platzierungen unter den ersten 20. Ihr bis dahin bestes Ergebnis in diesem Klassement erzielte sie am Ende der Saison 2020/21 als 14. der Wertung – somit als drittbeste Schwedin des Winters hinter Hanna und Elvira Öberg.
Bei den ersten Weltcupstationen der Saison 2022/23 erreichte Gestblom in zwei Sprintrennen das Podest: In Kontiolahti wurde sie am 3. Dezember nach einem fehlerfreien Wettkampf Dritte hinter Lisa Hauser und Lisa Vittozzi. Knapp zwei Wochen später belegte sie beim Sprint in Annecy den zweiten Rang beim Sieg ihrer Teamkollegin Anna Magnusson. Bei den Weltmeisterschaften 2023 in Oberhof gewann Gestblom ihre ersten internationalen Einzelmedaillen mit Bronze im Sprint sowie Silber im 15-Kilometer-Rennen, wobei sie in beiden Wettbewerben mit allen Schüssen traf. Eine weitere Bronzemedaille holte sie mit der schwedischen Frauenstaffel. Den Schlüssel zu ihren Erfolgen sah Gestblom insbesondere im stabileren und schnelleren Schießen: Ihre durchschnittliche Trefferquote lag zwischenzeitlich bei über 90 Prozent, ihre mittleren Schießzeiten verbesserte sie gegenüber der Vorsaison von etwa 30 Sekunden auf 26 Sekunden. Während des Winters hatte Gestblom Probleme an der Leiste und an der Schulter, wegen denen sie sich Ende März 2023 operieren ließ. Auch nach der Operation schmerzte ihre Schulter weiterhin und schränkte sie im Training ein. Um sie zu entlasten, trat Gestblom im Winter 2023/24 anfänglich mit einem speziellen Gurt an. Sie erreichte im Saisonverlauf mehrere Top-Ten-Platzierungen im Weltcup und gewann bei den Weltmeisterschaften 2024 in Nové Město die Silbermedaille mit der schwedischen Staffel um Anna Magnusson sowie Hanna und Elvira Öberg. Nach den Weltmeisterschaften brach Gestblom die Saison vorzeitig ab und unterzog sich im Februar 2024 einer erneuten Schulteroperation.

## Persönliches
Gestblom hat einen älteren Bruder. Sie verfolgte zunächst mehrere Sportarten parallel – neben dem Biathlon auch noch Skilaufen und Fußball. Für vier Jahre besuchte sie das Biathlongymnasium in Torsby und zog anschließend im Herbst 2014 nach Östersund.
Im Juni 2024 heiratete Linn Persson ihren Lebensgefährten Christian Gestblom, seitdem führt sie den Namen Linn Gestblom.

## Statistiken

### Weltcupsiege
| Nr. | Datum         | Ort                  | Disziplin              |
| --- | ------------- | -------------------- | ---------------------- |
| 1.  | 4. März 2021  | Nové Město na Moravě | Staffel 1              |
| 2.  | 14. März 2021 | Nové Město na Moravě | Single-Mixed-Staffel 2 |
| 3.  | 11. Dez. 2021 | Hochfilzen           | Staffel 3              |
| 4.  | 1. Dez. 2022  | Kontiolahti          | Staffel 3              |

### Weltcupplatzierungen
Die Tabelle zeigt alle Platzierungen (je nach Austragungsjahr einschließlich Olympische Spiele und Weltmeisterschaften).
- 1.–3. Platz: Anzahl der Podiumsplatzierungen
- Top 10: Anzahl der Platzierungen unter den ersten zehn (einschließlich Podium)
- Punkteränge: Anzahl der Platzierungen innerhalb der Punkteränge (einschließlich Podium und Top 10)
- Starts: Anzahl gelaufener Rennen in der jeweiligen Disziplin
- Staffel: inklusive Mixed- und Single-Mixed-Staffeln

| Platzierung               | Einzel | Sprint | Verfolgung | Massenstart | Staffel | Gesamt |
| ------------------------- | ------ | ------ | ---------- | ----------- | ------- | ------ |
| 1. Platz                  |        |        |            |             | 4       | 4      |
| 2. Platz                  |        | 1      |            |             | 9       | 10     |
| 3. Platz                  |        | 1      |            | 1           | 9       | 11     |
| Top 10                    | 1      | 14     | 10         | 7           | 44      | 76     |
| Punkteränge               | 13     | 44     | 40         | 18          | 49      | 164    |
| Starts                    | 18     | 66     | 46         | 18          | 49      | 197    |
| Stand: Saisonende 2023/24 |        |        |            |             |         |        |

### Weltmeisterschaften
Ergebnisse bei den Weltmeisterschaften:
|                                     | Einzelwettbewerbe | Einzelwettbewerbe | Einzelwettbewerbe | Einzelwettbewerbe | Staffelwettbewerbe | Staffelwettbewerbe |
| Sprint                              | Verfolgung        | Einzel            | Massenstart       | Frauenstaffel     | Mixed-Staffel      |                    |
| ----------------------------------- | ----------------- | ----------------- | ----------------- | ----------------- | ------------------ | ------------------ |
| Weltmeisterschaften 2016 Oslo       | 34.               | 40.               | 36.               | –                 | 10.                | 12.                |
| Weltmeisterschaften 2019 Östersund  | 42.               | 21.               | 15.               | 9.                | 2.                 | 5.                 |
| Weltmeisterschaften 2020 Antholz    | 44.               | 32.               | 47.               | –                 | 5.                 | 11.                |
| Weltmeisterschaften 2021 Pokljuka   | 16.               | 19.               | 21.               | 11.               | 5.                 | 3.                 |
| Weltmeisterschaften 2023 Oberhof    | 3.                | 10.               | 2.                | 8.                | 3.                 | –                  |
| Weltmeisterschaften 2024 Nové Město | –                 | –                 | 10.               | 17.               | 2.                 | –                  |

### Olympische Winterspiele
Ergebnisse bei Olympischen Winterspielen:
|                                             | Einzelwettbewerbe | Einzelwettbewerbe | Einzelwettbewerbe | Einzelwettbewerbe | Staffelwettbewerbe | Staffelwettbewerbe |
| Sprint                                      | Verfolgung        | Einzel            | Massenstart       | Damenstaffel      | Mixedstaffel       |                    |
| ------------------------------------------- | ----------------- | ----------------- | ----------------- | ----------------- | ------------------ | ------------------ |
| Olympische Winterspiele 2018 \| Pyeongchang | 37.               | 21.               | 11.               | 22.               | 2.                 | –                  |
| Olympische Winterspiele 2022 \| Peking      | 12.               | 5.                | 15.               | 24.               | 1.                 | –                  |